# Nicola Piovani
Nicola Piovani (ur. 26 maja 1946 w Rzymie) – włoski kompozytor muzyki filmowej i teatralnej. Laureat Oscara za najlepszą muzykę filmową do obrazu Życie jest piękne (1997) w reżyserii Roberta Benigniego.

## Życie i twórczość

### Wykształcenie
Nicola Piovani studiował prywatnie muzykę, po czym uzyskał dyplom Conservatorio Giuseppe Verdi di Milano w klasie fortepianu. Następnie doskonalił swoje umiejętności pod kierunkiem greckiego kompozytora Manosa Hadjidakisa.

### Muzyka filmowa
W 1968 roku skomponował pierwsze ścieżki dźwiękowe do filmów dokumentalnych Silvano Agostiego, poświęconych ówczesnemu ruchowi studenckiemu. W 1970 roku napisał muzykę filmową do pierwszego filmu fabularnego, N.P. - Il segreto, w reżyserii Silvano Agostiego
W tym samym roku spotkał Marca Bellocchia, z którym współpracował następnie jako kompozytor muzyki do kolejnych jego filmów, od W imię ojca, poprzez Dajcie sensację na pierwszą stronę, Marsz triumfalny, Mewa, Skok w pustkę aż do Oczy, usta (1982). W latach 70 pisał również muzykę do filmów innych włoskich reżyserów, takich jak Mario Monicelli (Il marchese del grillo z 1881 roku i Miejmy nadzieję, że to będzie córka z 1986), Giuseppe Tornatore, Sergio Citti, Gianfranco Mingozzi, Peter del Monte, Daniele Luchetti, Antonio Albanese, Fabio Carpi i Damiano Damiani.
W 1981 roku zaczął pisać muzykę do filmów braci Tavianich, w tym takich jak: Noc świętego Wawrzyńca, Chaos, Good morning Babilonia, Il Sole anche di notte, Fiorile, Śmiejesz się. Poza tym napisał muzykę do ostatnich filmów Federica Felliniego: Ginger i Fred (Ginger e Fred), Wywiad („Intervista”) i „Głos księżyca (La voce della Luna”) oraz kilku filmów Nanniego Morettiego: Idźcie, ofiara spełniona, Palombella rossa, Dziennik intymny i Pokój syna).
Zasiadał w jury konkursu głównego na 40. MFF w Cannes (1987).

### Muzyka teatralna
Pod koniec lat osiemdziesiątych Nicola Piovani zaczął współpracować z Vincenzo Ceramim, a wraz z Lello Areną założył „Compagnia della Luna”, przedsięwzięcie nowe, nieistniejące wówczas na włoskiej scenie artystycznej, mające być typem takiego teatru, w którym zarówno muzyka i słowa mają dużo przestrzeni i mogą ekspresyjnie współdziałać. Pierwszymi owocami tej współpracy były sztuki La cantata del Fiore (1988) i La cantata del Buffo (1990). Zostały one w późniejszym okresie połączone w jedną sztukę, która miała prawie dwieście wystawień w całych Włoszech. Po nich przyszły kolejne sztuki: Il Signor Novecento (1992), a następnie Canti di scena (1993). W tej ostatniej autorzy dołączyli do grona wykonawców niewielką orkiestrę, trzy piosenkarki i aktorkę Normę Martelli. Sztukę grano przez sześć sezonów. W sztuce Romanzo musicale (1998) Cerami i Piovani przedstawili historie zaczerpnięte z mitologii klasycznej, oglądane oczami współczesnego widza. W 1998 roku w teatrze Mancinelli w Orvieto obaj przedstawili sztukę La Pietà, która zawierała utwór Stabat Mater na głos recytujący, dwóch śpiewaków i orkiestrę złożoną z dwudziestu trzech muzyków. Na Wielkanoc, po otrzymaniu zaproszenia od władz Autonomii Palestyńskiej, La Pietà została pokazana w Betlejem jako orędzie pokoju dla narodów Ziemi Świętej. W 2004 roku pokazano ją ponownie, zarówno w Betlejem (na terytorium Autonomii Palestyńskiej) jak i w Tel Awiwie (na terytorium państwa Izrael).
Nicola Piovani skomponował też muzykę do innych dzieł scenicznych oraz utwory instrumentalne, w tym:
- Concerto fotogramma (2000), spektakl, w którym jako muzykę teatralną wykorzystał własną muzykę filmową z ubiegłych trzech dekad,
- Concha bonita (2003), sztuka pośrednia między operą a komedią muzyczną, skomponowana do libretta R. de Ceccatty i A. Ariasa
- Isola della luce (2003),
- La cantata dei cent'anni (2006)
- Epta (2008)
- Viaggi di Ulisse, pięcioczęściowy utwór na fortepian i kwintet(2011)[1].

### Inne
W latach 70. napisał wspólnie z Fabriziem De André muzykę do dwóch jego albumów: Non al denaro, non all'amore né al cielo (1971) i Storia di un impiegato (1973). W 1995 roku napisał trzy piosenki dla tournée teatralnego Roberta Benigniego, w tym „Quanto ti ho amato”.
W 2013 roku wydał album Cantabile, będący zbiorem jego najlepszych piosenek, wykonanych przez najlepszych artystów.

### Książki
W 2014 roku wydał książkę autobiograficzną La musica è pericolosa

## Nagrody
Nicola Piovani za swoją muzykę filmową otrzymał 15 nagród, 25 razy był do nich nominowany.

### Oskar
W 1999 roku podczas 71. ceremonii wręczenia Oscarów otrzymał nagrodę Oscara za najlepszą muzykę filmową do filmu Życie jest piękne w reżyserii Roberta Benigniego

### David di Donatello
Trzykrotnie otrzymał nagrodę David di Donatello za najlepszą muzykę filmową:
- 1986 – za film Ginger i Fred (tytuł oryginalny Ginger e Fred)
- 1994 – za film Dziennik intymny (tytuł oryginalny Caro diario)
- 2001 – za film Pokój syna (tytuł oryginalny La stanza del figlio)

### Nastro d’argento
Czterokrotnie otrzymał nagrodę Nastro d’argento za najlepszą muzykę filmową, przyznawaną przez Sindacato Nazionale Giornalisti Cinematografici Italiani (Włoski Związek Dziennikarzy Filmowych):
- 1991 – za filmy: Głos księżyca (La voce della luna), In nome del popolo sovrano, Il male oscuro, Il sole anche di notte
- 2003 – za film Pinokio
- 2006 – za film Tygrys i śnieg (tytuł oryginalny La tigre e la neve)
- 2015 – za film Hungry Hearts

### Kineo
W 2006 otrzymał nagrodę Kineo za film Tygrys i śnieg

## Styl muzyczny
Styl Nicoli Piovaniego charakteryzuje się umiarkowaniem i powściągliwością, jego język muzyczny cechują odniesienia do tradycji i do przeszłości, oraz do zasobów muzyki etnicznej; jest on jednocześnie pełen tych wszystkich muzycznych i dramaturgicznych możliwości, które niosą współczesne poszukiwania. Piovani w swej twórczości preferował małe zespoły instrumentalne, ale czasem sięgał do kolorystycznych brzmień wielkiej orkiestry, rozpisanej na wszystkie głosy, innym razem do syntezatora, wszystko po to, aby osiągnąć różnorodność, która stanowi jedną z cech charakterystycznych jego muzyki.

## Odznaczenia
30 maja 2001 roku Prezydent Republiki Włoskiej Carlo Azeglio Ciampi uhonorował Nikolę Piovaniego Orderem Zasługi Republiki Włoskiej.
W 2008 roku Nicola Piovani otrzymał tytuł kawalera Orderu Sztuki i Literatury (Ordre des Arts et des Lettres) Republiki Francuskiej.